# Philoros nora
Philoros nora là một loài bướm đêm thuộc phân họ Arctiinae, họ Erebidae.